# Unterer Spaniöl

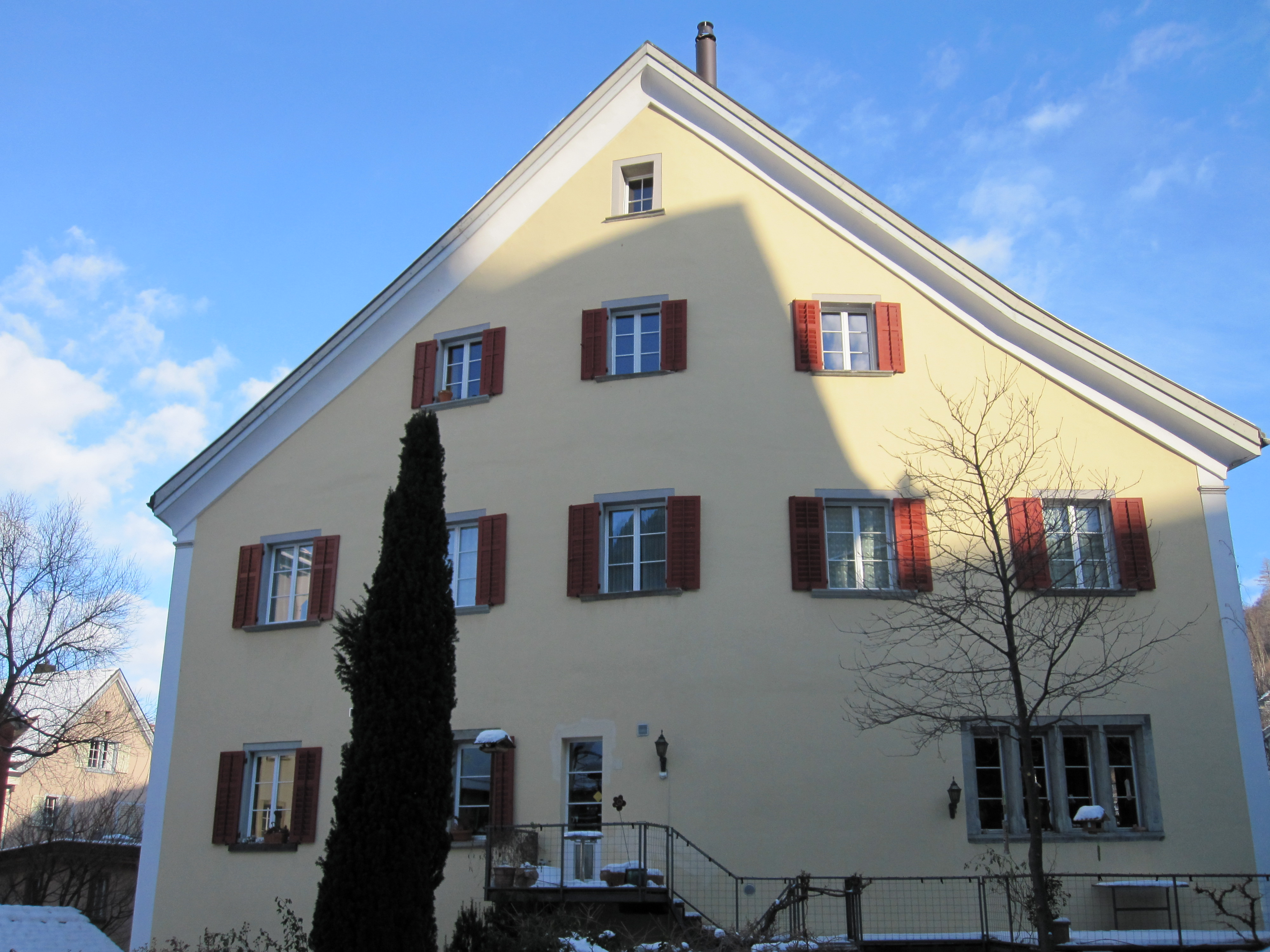
Der Untere Spaniöl vom Rätischen Museum her gesehen

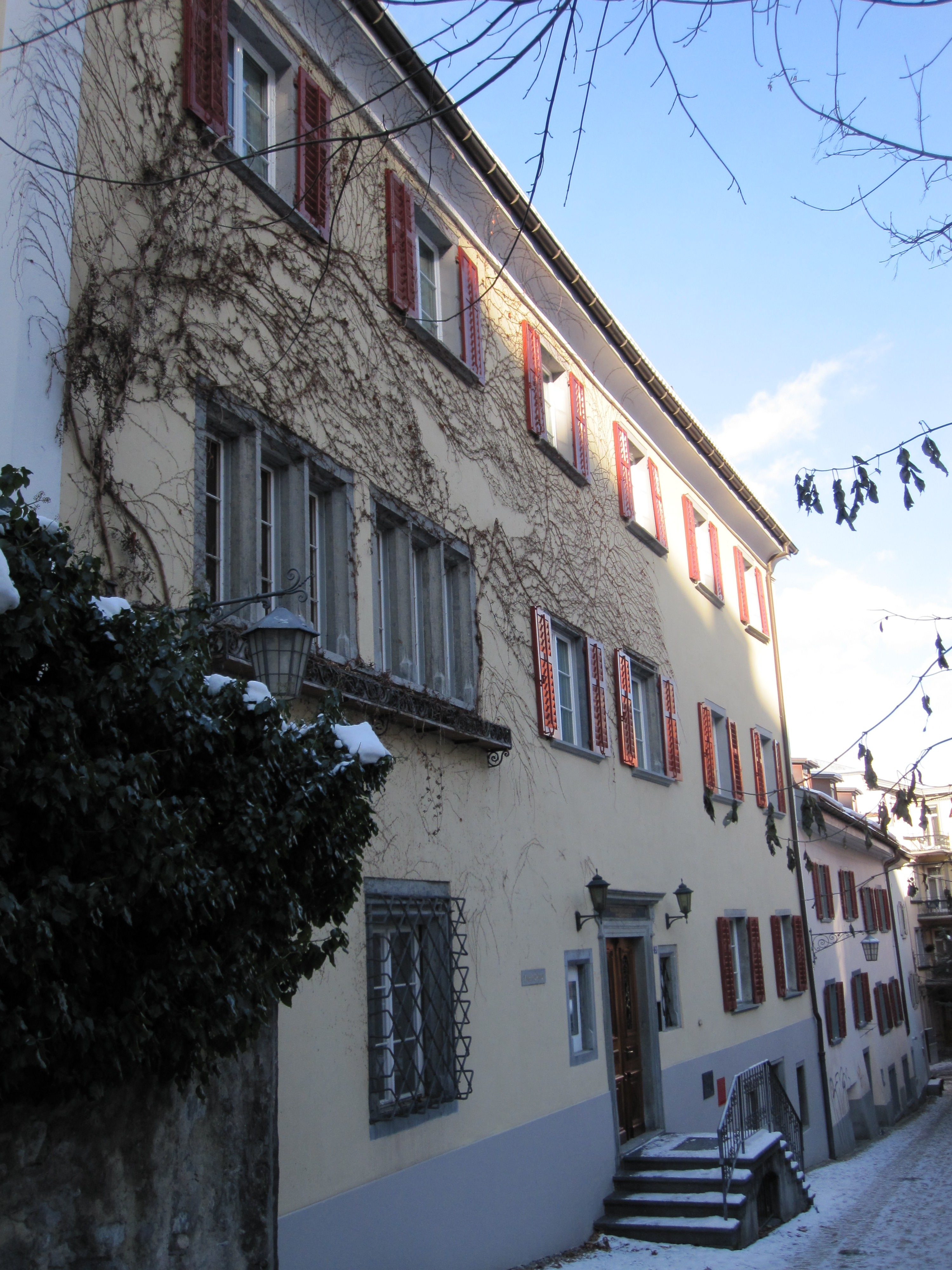
Die Fassade des Unteren Spaniöls in der Süsswinkelgasse

Der Untere Spaniöl ist ein denkmalgeschütztes Gebäude im Osten der Altstadt der Bündner Kantonshauptstadt Chur. Es liegt in der Süsswinkelgasse 20 unweit des Rätischen Museums. Durch seine Lage im unteren, tiefergelegenen Teil der Altstadt wird es vom Oberen Spaniöl unterschieden. 

## Geschichte und Ausstattung
Die älteste Bausubstanz geht auf das Spätmittelalter zurück. 1654 kam der Bau in den Besitz des Johann Anton Pestalozza und wurde zum repräsentativen Herrschaftshaus umgebaut.
Im Gebäudeinneren liegt im Parterre die Sala terrena (rätoromanisch für «ebenerdiger Saal»), an deren Wand Adelswappen der Pestalozza und der Salis aus der Zeit nach dem Ende der Bündner Wirren um 1654 angebracht sind.
Im ersten Stockwerk liegt eine getäferte Stube in spätgotischem Stil vom ausgehenden 15. Jahrhundert. Die Decke in der Vorhalle ist stuckverziert und mit Bildern aus der Mythologie geschmückt, die auf die Jahre 1730–40 datiert werden.